# 曼島 (丹麥)

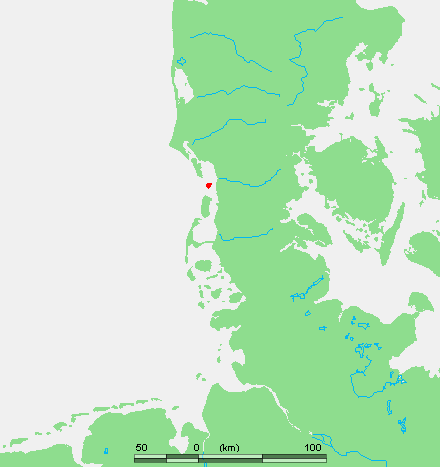

曼島（丹麥語： 或 ，丹麥語發音：[mænøˀ]）是丹麥的島嶼，位於日德蘭半島西南面的瓦登海，由南丹麥大區負責管轄，長3.2公里、寬2.6公里，面積7.63平方公里，最高點海拔高度2米，2012年人口41。
曼岛曾是一座哈利希（hallig，无护堤小型沼泽岛屿），直至1937年岛上修筑堤坝。

## 外部連結
- Synopsis of Mandø Island （页面存档备份，存于）

55°16′50″N 8°33′10″E / 55.28056°N 8.55278°E